# Otto americano
Otto americano, noto anche come Crazy Eights o Ocho Loco, è un gioco di carte il cui scopo è quello di sbarazzarsi per primo delle carte della propria mano e che richiede un'ottima comunicazione e strategia. Solitamente si gioca da 2 a 7 giocatori. La meccanica è simile ad altri giochi tradizionali come il Dernière.
Se i giocatori sono meno di 5 si gioca con un mazzo di carte francesi da 52 carte, se di più si gioca con due mazzi da 52 carte (quindi con 104 carte). I jolly sono anche inclusi.

## Origine
Il nome originale (Ocho Loco) trae origine da una denominazione del 1940 di un dipartimento per lo scarico di soldati mentalmente instabili: la cosiddetta sezione 8.

## Regolamento
Cinque carte vengono distribuite dal mazziere a ciascun giocatore (o sette se ci sono solo 2 giocatori). Le restanti carte sono poste a faccia in giù al centro del tavolo e da queste viene scoperta la prima carta. 
Il gioco comincia dal giocatore alla sinistra del mazziere e in senso orario.
Il giocatore deve giocare una carta dello stesso valore o seme di quella scoperta sul tavolo, impilandola scoperta su questa. Può sempre giocare un qualunque 8, il che gli permette di decidere il seme che il giocatore successivo dovrà seguire; quel giocatore potrà giocare una carta del seme dichiarato od un altro 8. Se non può giocare alcuna carta, il giocatore pesca dal mazzo fino a che non può giocare una carta, o finché il mazzo finisce. In alcune varianti, il numero di carte che deve pescare è limitato. 
A titolo di esempio: se la carta scoperta al centro è il 6♣, il prossimo giocatore può:
1. giocare un qualunque 6 (6♦, 6♥ o 6♠)
2. giocare una qualsiasi carta di fiori
3. giocare un 8, e decidere un nuovo seme
4. pescare dal mazzo fino a che non può giocare una carta

Se il mazzo finisce, la pila delle carte giocate eccetto quella in cima sono mischiate per formare un nuovo mazzo. 

## Varianti
Lo storico dei giochi di carte John McLeod ha descritto l'Otto americano come "uno dei giochi più facili da modificare aggiungendo variazioni". Fra le regole che vengono applicate di frequente:
- Quando gioca una carta si rimane con una sola carta si dovrà gridare "Ultima"[1] altrimenti il giocatore sarà penalizzato pescando altre 4 carte. Quando un giocatore gioca l'ultima carta il round finisce.
- La regina (Q) fa saltare il turno al giocatore successivo;
- L'asso inverte il senso del gioco (es. da orario ad antiorario)
- Il 2 se giocato fa pescare due carte al prossimo giocatore. Questi può tirare un 2 rimandando le carte da pescare al prossimo giocatore e addirittura aumentandole ( il giocatore ora dovrà pescarne 4). La pescata può essere aumentata e rimandata dai vari giocatori fino a quando possono rilanciare con un 2.

## Punteggio
Quando il giocatore gioca l'ultima carta il round corrente si chiude.
Il punteggio a fine round per gli altri giocatori sarà attribuito alle carte che rimangono nelle proprie mani. Se il giocatore col punteggio più alto ha superato una determinato limite, la vittoria sarà attribuita al giocatore con minor punteggio (colui che ha chiuso il round che non ha carte in mano e totalizza 0 punti).
Il valore per ogni carta contenuta nella mano dei giocatori alla fine del round è:
- L'8 vale 50 punti
- Le figure (K, Q, J) valgono 10 punti
- L'Asso vale un punto
- Le altre carte valgono come il valore riportato nella carta ( es. un 7 vale 7 punti)[2]

## Varianti
Esistono molte varianti dell'otto americano, ad esempio: 8s naked, 8s half naked , Crazy Eights Countdown , Solitaire Crazy Eights e Tag Team Crazy Eights.
L'otto americano è stato alla base della nascita di giochi come Mao Mao, Pesten, Quango, Last One, Rockaway, Ramino svedese, Screw Your Neighbour, Tschausepp, Taki, Zar e UNO.

### Solitaire Crazy Eights
Come suggerisce il nome questa variante prende spunto dal Solitario.
In questa modalità il giocatore
- Può buttare nello stesso turno carte con stesso valore anche se di semi differenti
- Può buttare, purché dello stesso seme, carte dello stesso ordine, cioè in modo fare scala (ad es. si può buttare in successione un 5,4,3 di cuori)
- Le regole sono intercambiabili purché non conducano alla vittoria il giocatore nello stesso turno

### Tag Team Crazy Eights
Si gioca con le regole originali ma a squadre. I giocatori della stessa squadra si trovano di fronte e possono scegliere, prima di fare ogni giocata, di scambiarsi una carta.